# 캐러멜화

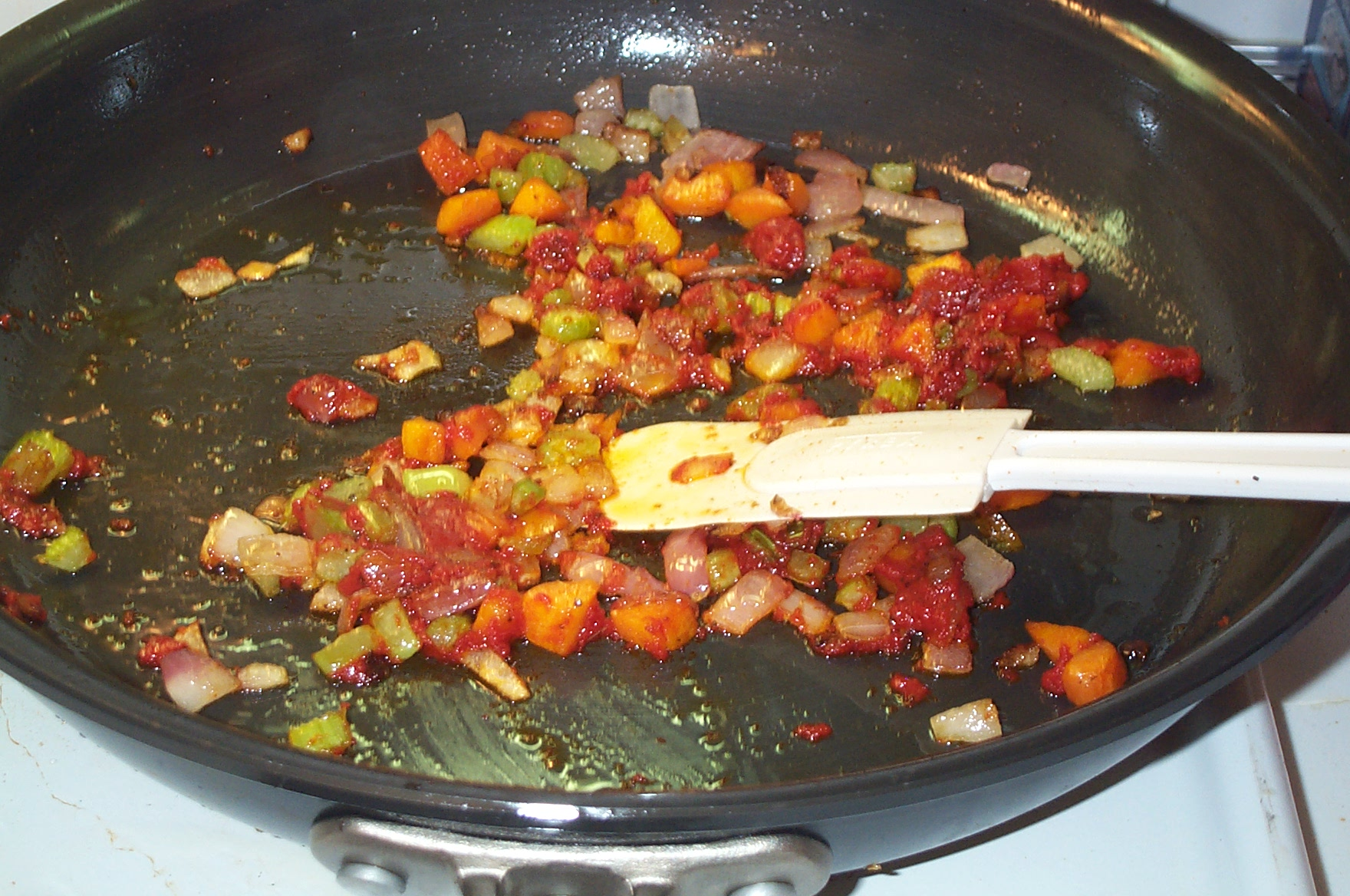
당근의 캐러멜화

캐러멜화(Caramelization, Caramelisation)는 당류가 일으키는 산화 반응 등에 의해 생기는 현상으로, 요리에 고소함과 진한 색의 원인이되는 중요한 현상이다. 캐러멜화 작용의 발현에 효소가 관여하지 않는 비 효소적 갈변반응이며, 발생하는 휘발성 화학 물질이 캐러멜 독특한 맛을 자아낸다.
마이야르 반응과 마찬가지로 캐러멜화는 비효소적 갈변의 한 유형이다. 마이야르 반응과 달리 캐러멜화는 아미노산과의 반응이 아닌 열분해이다.

## 캐러멜화 효과
이 과정은 온도에 따라 다르다. 특정 당은 각각 반응이 쉽게 진행되기 시작하는 고유한 지점을 가지고 있다. 흑설탕에 남아 있는 당밀과 같은 설탕의 불순물은 반응 속도를 크게 높인다.
| 당       | 온도            |
| -------- | --------------- |
| 프럭토스 | 105 °C (221 °F) |
| 갈락토스 | 160 °C (320 °F) |
| 글루코스 | 150 °C (302 °F) |
| 수크로스 | 170 °C (338 °F) |
| 말토스   | 180 °C (360 °F) |

캐러멜화 반응은 화학적 환경에도 민감하며 반응 속도 또는 반응이 가장 쉽게 일어나는 온도는 산도(pH) 수준을 조절하여 변경할 수 있다. 캐러멜화 속도는 일반적으로 중성에 가까운 산성도(pH 약 7)에서 가장 낮으며 산성(특히 pH 3 미만) 및 염기성(특히 pH 9 이상) 조건에서 가속화된다.

## 음식에서의 이용
- 캐러멜 소스
- 둘세 데 레체
- 캐러멜 캔디
- 크렘 카라멜및 이와 유사한 크렘 브륄레
- 콜라

## 같이 보기
- 마이야르 반응

1. ↑  Harold McGee. "On Food and Cooking", 2nd Edition (2004), Scribner, New York, NY. "Sugar, Chocolate and Confectionery", Page 656.